# Raphaël Akotegnon
Raphaël Akotegnon est une personnalité politique béninoise et ministre de la décentralisation et de la gouvernance locale.

## Biographie

### Carrière
Le 23 mai 2021, il est nommé membre du gouvernement de Patrice Talon.